# Шкала Бофорта

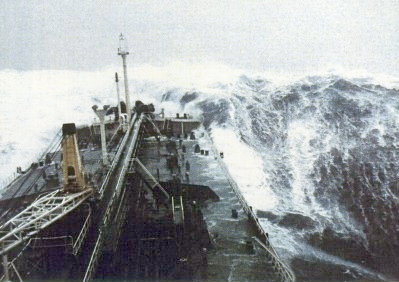
12 балів на морі

Шкала́ Бо́форта — дванадцятибальна шкала, прийнята Всесвітньою метеорологічною організацією для наближеної оцінки сили і/або швидкості вітру за його дією на наземні предмети або за виглядом і розміром хвиль у відкритому морі. Середня швидкість вітру вказується на стандартній висоті 10 м над відкритою рівною поверхнею.

Шкалу розробив 1805 року британський адмірал та гідрограф Френсіс Бофорт. Від 1874 р. шкала прийнята для застосування в міжнародній синоптичній практиці. Спочатку в ній не вказувалась швидкість вітру (додана в 1926 році).

У 1955 році, щоб розрізняти ураганні вітри різної сили на території США, Бюро погоди США розширило шкалу до 17 балів (використання розширеної шкали має локальний характер, переважно на території США, тому тут не подається).
Подається шкала Бофорта (для діапазону 0 — 12 балів) прийнята за Міжнародною угодою 1946 р. (швидкість вітру на висоті 10 м над відкритою рівною поверхнею):

### Шкала Бофорта
| Сила вітру, бали | Швидкість вітру, м/сек | Характеристика  | Дія вітру |
| ---------------- | ---------------------- | --------------- | --- |
| 0                | < 0.3                  | Штиль           | Повна відсутність вітру. Дим підіймається прямовисно. Листя дерев нерухоме. |
| 1                | 0.3–1.5                | Тихий           | Дим «пливе». Флюгер не обертається. |
| 2                | 1.6–3.4                | Легкий          | Рух повітря відчувається обличчям. Шелестить листя. Флюгер обертається. |
| 3                | 3.4–5.4                | Слабкий         | Тріпоче листя, хитаються дрібні гілки. Майорять прапори. |
| 4                | 5.5–7.9                | Помірний        | Хитаються тонкі гілки дерев. Вітер підіймає пил та шматки паперу. |
| 5                | 8.0–10.7               | Свіжий          | Листя і тонкі гілки коливаються, гілки середнього розміру хитаються. На водоймах (озерах, річках) з'являються невеликі білі баранці на хвилях. Прапори розвиваються на вітрі та тріпочуть.   |
| 6                | 10.8–13.8              | Сильний         | Хитаються великі гілки. Стає важко утримувати парасольки, їх може вивертати. |
| 7                | 13.9–17.1              | Міцний          | Хитаються невеликі стовбури дерев. На морі здіймаються хвилі, що піняться. |
| 8                | 17.2–20.7              | Дуже міцний     | Ламаються гілки дерев, важко йти проти вітру. На водоймах утворюються великі хвилі з великими білими гребенями. Дорожні знаки та вивіски сильно трясе, вони можуть ламатися або відриватися. |
| 9                | 20.8–24.4              | Шторм           | Невеликі руйнування. Зриває черепицю, руйнує димарі |
| 10               | 24.5–28.4              | Сильний шторм   | Значні руйнування. Дерева вириваються з корінням |
| 11               | 28.5–32.6              | Жорстокий шторм | Великі руйнування |
| 12               | ≥ 32.7                 | Ураган          | Призводить до спустошень |

У США при вітрі силою 6 або 7 балів видається «попередження для малих суден», при вітрі силою 8 або 9 балів —
«попередження про дуже міцний вітер/шторм», при силі вітру 10 або 11 балів — «штормове попередження», і при силі 12 балів — «попередження про ураганний вітер». У відповідних місцях на березі на щоглах підіймають червоні сигнальні прапори (вночі — червоні сигнальні маяки).
| 0                                              | 1                                | 2                                  | 3                                    | 4                                     | 5                                      | 6                                       | 7                                       | 8                                       | 9                                       | 10                                       | 11                                        | 12                                  |
| ---------------------------------------------- | -------------------------------- | ---------------------------------- | ------------------------------------ | ------------------------------------- | -------------------------------------- | --------------------------------------- | --------------------------------------- | --------------------------------------- | --------------------------------------- | ---------------------------------------- | ----------------------------------------- | ----------------------------------- |
| Штиль                                          | Тихий                            | Легкий                             | Слабкий                              | Помірний                              | Свіжий                                 | Сильний                                 | Міцний                                  | Дуже міцний                             | Шторм                                   | Сильний шторм                            | Жорстокий шторм                           | Ураган                              |
| Слабкі або помірні вітри                       | Слабкі або помірні вітри         | Слабкі або помірні вітри           | Слабкі або помірні вітри             | Слабкі або помірні вітри              | Слабкі або помірні вітри               | Штормове попередження                   | Штормове попередження                   | Міцний або штормовий вітер              | Міцний або штормовий вітер              | Сильний або жорстокий шторм              | Сильний або жорстокий шторм               | Ураган                              |
| < 2 км/год < 1 вузла < 0.3 м/с                 | 2–5 км/год 1–3 вузли 0.3–1.5 м/с | 6–11 км/год 4–6 вузлів 1.6–3.3 м/с | 12–19 км/год 7–10 вузлів 3.4–5.5 м/с | 20–28 км/год 11–16 вузлів 5.5–7.9 м/с | 29–38 км/год 17–21 вузлів 8.0–10.7 м/с | 39–48 км/год 22–27 вузлів 10.8–13.8 м/с | 49–61 км/год 28–33 вузлів 13.9–17.1 м/с | 62–74 км/год 34–40 вузлів 17.2–20.7 м/с | 75-88 км/год 41–47 вузлів 20.8–24.4 м/с | 89–102 км/год 48–55 вузлів 24.5–28.4 м/с | 103—117 км/год 56–63 вузлів 28.5–32.6 м/с | ≥ 118 км/год ≥ 63 вузлів ≥ 32.7 м/с |
| Висота хвиль у відкритому морі (не при березі) |                                  |                                    |                                      |                                       |                                        |                                         |                                         |                                         |                                         |                                          |                                           |                                     |
| 0 м                                            | 0 – 0.3 м                        | 0.3 – 0.6 м                        | 0.6 – 1.2 м                          | 1 – 2 м                               | 2 – 3 м                                | 3 – 4 м                                 | 4 – 5.5 м                               | 5.5 – 7.5 м                             | 7 – 10 м                                | 9 – 12.5 м                               | 11.5 – 16 м                               | ≥ 14 м                              |